# Karl-Heinz Schmitz

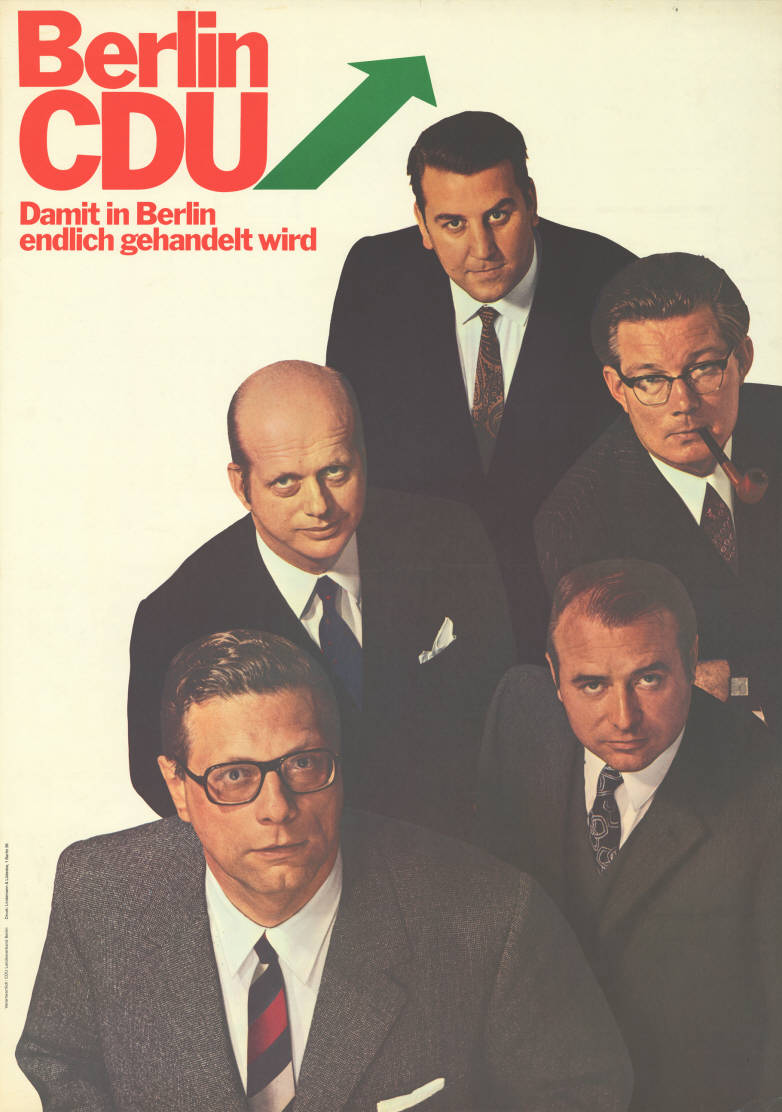
Ganz oben: Karl-Heinz Schmitz, Mitte: Hans-Jürgen Behrendt und Ernst Benda, unten: Peter Lorenz und Heinrich Lummer (Plakat zur Wahl zum Abgeordnetenhaus 1971)

Karl-Heinz Schmitz (* 9. Juni 1932 in Berlin; † 21. April 2016 ebenda) war ein deutscher Politiker der CDU.
Karl-Heinz Schmitz war von Beruf Rechtsanwalt und Notar. Er trat 1951 in die CDU ein. Von 1963 bis 1982 war er geschäftsführender Vorsitzender und später zweiter Landesvorsitzender der CDU Berlin.
Karl-Heinz Schmitz war von 1958 bis 1963 und erneut von 1967 bis 1985 Mitglied des Abgeordnetenhauses von Berlin. Am 20. August 1970 rückte er für den verstorbenen Abgeordneten Ernst Lemmer als Vertreter Berlins in den Deutschen Bundestag nach. Bereits am 25. August 1971 schied Schmitz wieder aus dem Bundestag aus und wurde von Lieselotte Berger ersetzt.
U.a. war Schmitz auch Gründer des Polizeiarbeitskreises in der Berliner CDU.